# Faint
Faint è un singolo del gruppo musicale statunitense Linkin Park, pubblicato il 9 giugno 2003 come secondo estratto dal secondo album in studio Meteora.

## Pubblicazione
Il singolo è stato pubblicato in vari formati: CD, a sua volta pubblicato in tre diverse edizioni (la prima, che presenta una copertina blu, la seconda, che presenta invece una copertina marrone e la terza, con la copertina anch'essa blu ma che contiene i brani dal vivo delle prime due versioni), e 7" picture disc, che contiene le medesime tracce della prima versione su CD (ad esclusione del video di Somewhere I Belong).
Una prima versione del brano è stata inserita nell'EP LP Underground 9: Demos. Le differenze risiedono nei testi e nel ritornello, quest'ultimo non cantato. Un'altra versione demo è stata invece inserita nell'edizione box set dell'album commercializzata nel 2023 in occasione dei vent'anni dalla sua uscita.

## Video musicale
Il video, diretto da Mark Romanek e girato nei sobborghi di Los Angeles, mostra la band mentre suona di spalle sotto una scia di riflettori, dinanzi ad un pubblico di membri del Linkin Park Underground. Quasi tutto il video mostra la band da dietro e di profilo, grazie alle luci dei riflettori. I volti dei sei musicisti non si vedono tranne che nell'ultima parte, quando Chester Bennington grida per la terza volta dinanzi alla telecamera "I won't be ignored". A quel punto i Linkin Park si vedono faccia a faccia, sopra un palco in arte povera e pieno di graffiti, tra cui una versione mostruosa del soldato libellula di Hybrid Theory e alcuni simboli del gruppo.
Nel 2023, in occasione del ventennale di Meteora, il video è stato rimasterizzato in 4K.

## Remix e versioni
Nell'EP Collision Course del 2004 è presente un mash-up di Faint con Nigga What, Nigga Who (Originator 99) di Jay-Z. Intorno allo stesso periodo, MTV ha creato un ulteriore mash-up del brano con Toxic di Britney Spears.

## Tracce
CD promozionale (Europa, Stati Uniti)
1. Faint – 2:42

CD (Europa), 7" (Regno Unito)
1. Faint – 2:42
2. Lying from You (Live) – 3:07

CD (Australia – parte 1, Regno Unito – parte 1)
1. Faint – 2:42
2. Lying from You (Live) – 3:07
3. Somewhere I Belong (Video)

CD (Australia – parte 2, Regno Unito – parte 2)
1. Faint – 2:42
2. One Step Closer (Reanimated Live) – 3:43
3. Faint Live (Video)

CD maxi (Europa)
1. Faint – 2:42
2. Lying from You (Live) – 3:07
3. One Step Closer (Reanimated Live) – 3:43

## Formazione
Hanno partecipato alle registrazioni, secondo le note di copertina di Meteora:
Gruppo
- Chester Bennington – voce
- Rob Bourdon – batteria, cori
- Brad Delson – chitarra, cori
- Phoenix – basso, cori
- Joseph Hahn – giradischi, campionatore, cori
- Mike Shinoda – rapping, voce, campionatore, arrangiamento strumenti ad arco

Altri musicisti
- David Campbell – arrangiamento strumenti ad arco
- Joel Derouin – violino
- Charlie Bisharat – violino
- Alyssa Park – violino
- Sara Parkins – violino
- Michelle Richards – violino
- Mark Robertson – violino
- Evan Wilson – viola
- Bob Becker – viola
- Larry Corbett – violoncello
- Dan Smith – violoncello

Produzione
- Don Gilmore – produzione
- Linkin Park – produzione
- John Ewing Jr. – ingegneria del suono
- Fox Phelps – assistenza tecnica
- Andy Wallace – missaggio
- Brian "Big Bass" Gardner – mastering, montaggio digitale

## Classifiche
| Classifica (2003-24)             | Posizione massima |
| -------------------------------- | ----------------- |
| Australia                        | 25                |
| Austria                          | 27                |
| Belgio (Fiandre)                 | 44                |
| Belgio (Vallonia)                | 55                |
| Francia                          | 158               |
| Germania                         | 40                |
| Grecia                           | 86                |
| Italia                           | 29                |
| Paesi Bassi                      | 20                |
| Regno Unito                      | 15                |
| Regno Unito (rock & metal)       | 3                 |
| Stati Uniti                      | 48                |
| Stati Uniti (alternative)        | 1                 |
| Stati Uniti (rock & alternative) | 15                |
| Svezia                           | 49                |
| Svizzera                         | 32                |